# Jaroslav Čermák (architekt)
Jaroslav Čermák (12. května 1901, Plzeň – 12. června 1990, Praha) byl český architekt, představitel funkcionalistické sakrální architektury 20. století.

## Život
Jaroslav Čermák vystudoval v Plzni pět semestrů Vysoké školy strojní a elektrotechnické. Zájem o architekturu ho přivedl do Prahy, kde vystudoval Vysokou školu architektury a pozemního stavitelství. Po dokončení studia získával praxi u renomovaných architektů. Nejprve v letech 1929 – 1933 v ateliéru Jaroslava Fragnera a potom u Františka Alberta Libry, Josefa Havlíčka a Karla Honzíka. Jaroslavem Fragnerem byl pověřen, aby dohlížel na stavbu pražského Paláce Merkur. Po jeho dokončení v roce 1936 se Jaroslav Čermák stal hlavním architektem ve stavební firmě Stalmach a Svoboda. V letech 1937 – 1948 pracoval v projekční kanceláři „Huť“, kterou sám založil. Po ukončení její činnosti z politických důvodů v roce 1948 pracoval v 50. letech ve Státním výboru pro tělovýchovu a sport a ve Výzkumném ústavu výstavby a architektury. Po politických čistkách v roce 1958 odešel do Průmstavu. Zemřel v Praze 12. června 1990 ve věku 89 let.

## Dílo
Jaroslav Čermák byl aktivní římský katolík, člen III. Řádu svatého Františka. V roce 1937 založil vlastní projekční kancelář s názvem „Huť“, jejíž specializací se stala moderní sakrální architektura a design. Jeho přáteli se stali osobnosti z řad umělecké avantgardy Růžena Vacková, Ladislav Vachulka, Josef Zvěřina, František Tichý, Jan Zrzavý a další. Impulsem pro práci Jaroslava Čermáka se stala představa biskupa Antonína Podlahy postavit v okrajových čtvrtích Prahy tolik kostelů, kolik hvězd měla svatozář Panny Marie ze strženého Mariánského sloupu na Staroměstském náměstí v Praze. V rámci tohoto projektu byly realizovány i dva návrhy kostelů Jaroslava Čermáka, funkcionalistický kostel svatého Jana Nepomuckého v Košířích včetně interiérů, kde ve velké míře uplatnil náboženskou symboliku a dřevěný kostel svatého Františka z Assisi v Krči. Po uzavření projekční kanceláře se s přáteli a spolupracovníky scházel v bytě malíře Miloslava Troupa, který se v roce 1949 vrátil z Paříže. Ten také spolupracoval s Jaroslavem Čermákem na rekonstrukci kostela svatého Stanislava v Pitíně, pro který navrhl čtyři vitrážová okna do presbytáře, výzdobu svatostánku a dvanáct svícnů na hlavním oltáři a dodal obrazy křížové cesty a nástěnnou malbu.
Mimo Prahu byly podle Čermákových návrhů postaveny kostely v Malém Beranově a v Českých Budějovicích a také kaple Božského Srdce Páně u Milosrdných sester III. řádu sv. Františka v areálu Fakultní nemocnice v Olomouci. Výjimkou ze sakrálních staveb je realizace funkcionalistické vily v Praze-Dejvicích.
I když byl představitelem avantgardního funkcionalismu, uznával tradiční klasické hodnoty. Ve svých prvních návrzích uplatňoval ještě u staveb venkovní sedlové střechy. Jeho stavby jsou charakteristické čistými, jednoduchými liniemi, vysokou hranolovou věží zakončenou zvonicí, nebo dobře viditelným křížem prostých tvarů. Ke konci tvůrčího období se v jeho díle objevují kubistické prvky. Inspirací mu bylo dílo německého architekta Rudolfa Schwarze, který byl považován za „velkého mystika a průkopníka nově chápaného liturgického prostoru“. Některé z Čermákových staveb byly zapsány na Ústřední seznam kulturních památek České republiky.
Ke konci 50. let již nové stavby neprojektoval a věnoval se návrhům rekonstrukcí stávajících objektů.

### Realizace
- Kostel Božského srdce Páně (Malý Beranov) (1937–1939)
- Kostel svatého Jana Nepomuckého (Košíře) (1938–1942)[3]
- Kostel svatého Vojtěcha (České Budějovice) (1937–1947) (1938–1939)[4]
- Kostel svatého Františka z Assisi (Krč)
- Kaple Božského Srdce Páně (Olomouc) (1947–1950)[5]
- Vlastní vila, Velvarská 3, čp. 1951 v Praze-Dejvicích[6]
- Architektonické řešení pomníku skladatele Karla Bendla v Praze-Bubenči
- Oltář v Katedrále Božského Spasitele v Ostravě

### Rekonstrukce
- Kostel Navštívení Panny Marie (Lechovice) (1945)
- Kostel svatého Stanislava (Pitín) (1955)

### Projekty
- Kostel svaté Anežky České v Praze-Spořilově
- Kostel Neposkvrněného početí Panny Marie (Praha-Kbely)
- Kostel svatého Václava v Nemili-Filipově u Zábřehu
- Kostel svatého Václava (Nusle) - interiér 1962
- Kostel v Radotíně
- Kaple Panny Marie Lassaletské v Ostružně
- Kaple Panny Marie chudých ve Zbohově
- Kaple Panny Marie ve Spačicích
- Kostel sv. Terezie od Dítěte Ježíše v Kobylisích
- Kostel Panny Marie Lasalettské v Nuslích (1947)
- Kostel Narození Panny Marie v Šumicích (1951)
- Hřbitovní kaple ve Světlé nad Sázavou (1953)

## Galerie

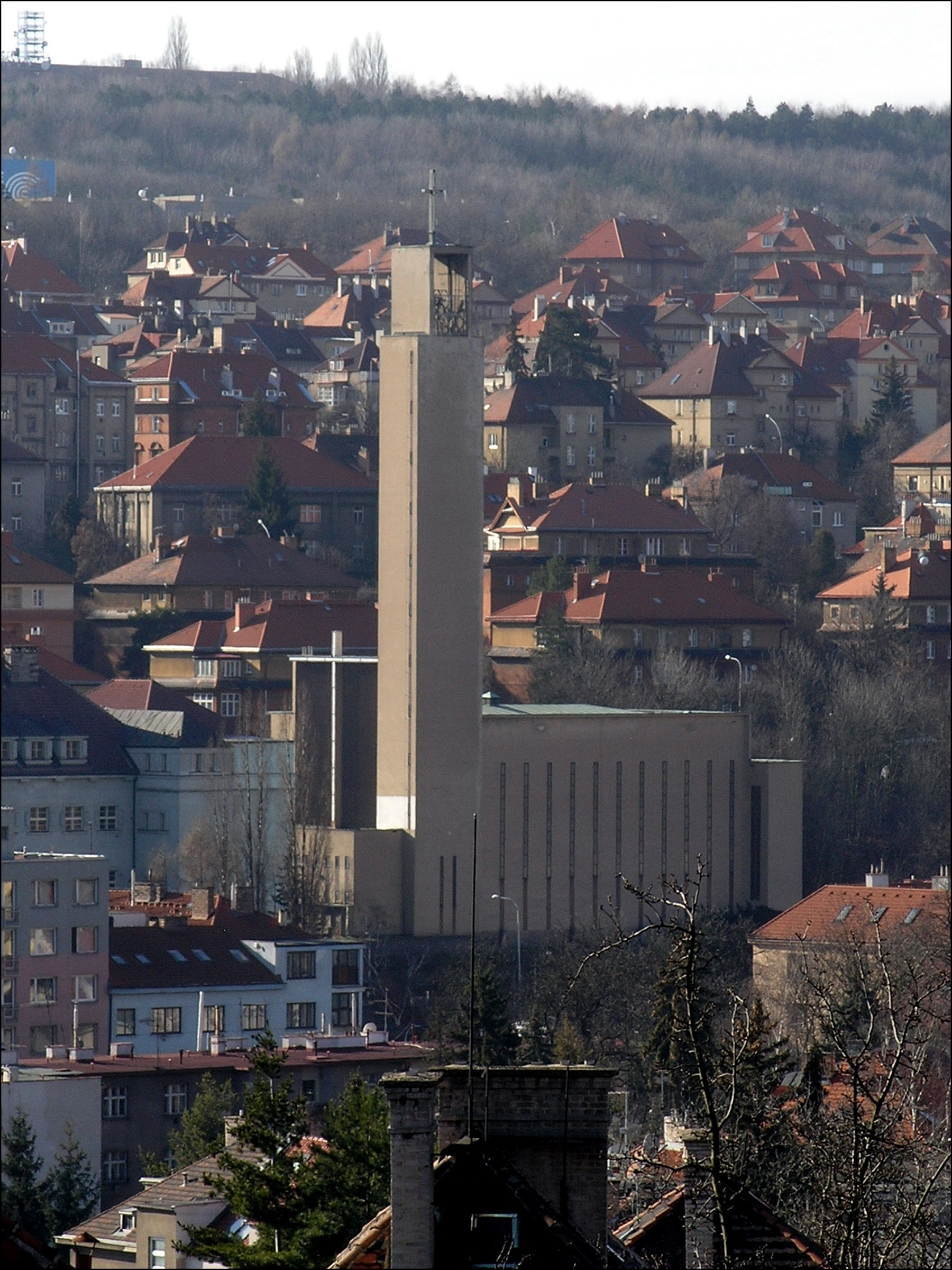
kostel svatého Jana Nepomuckého v Praze-Košířích
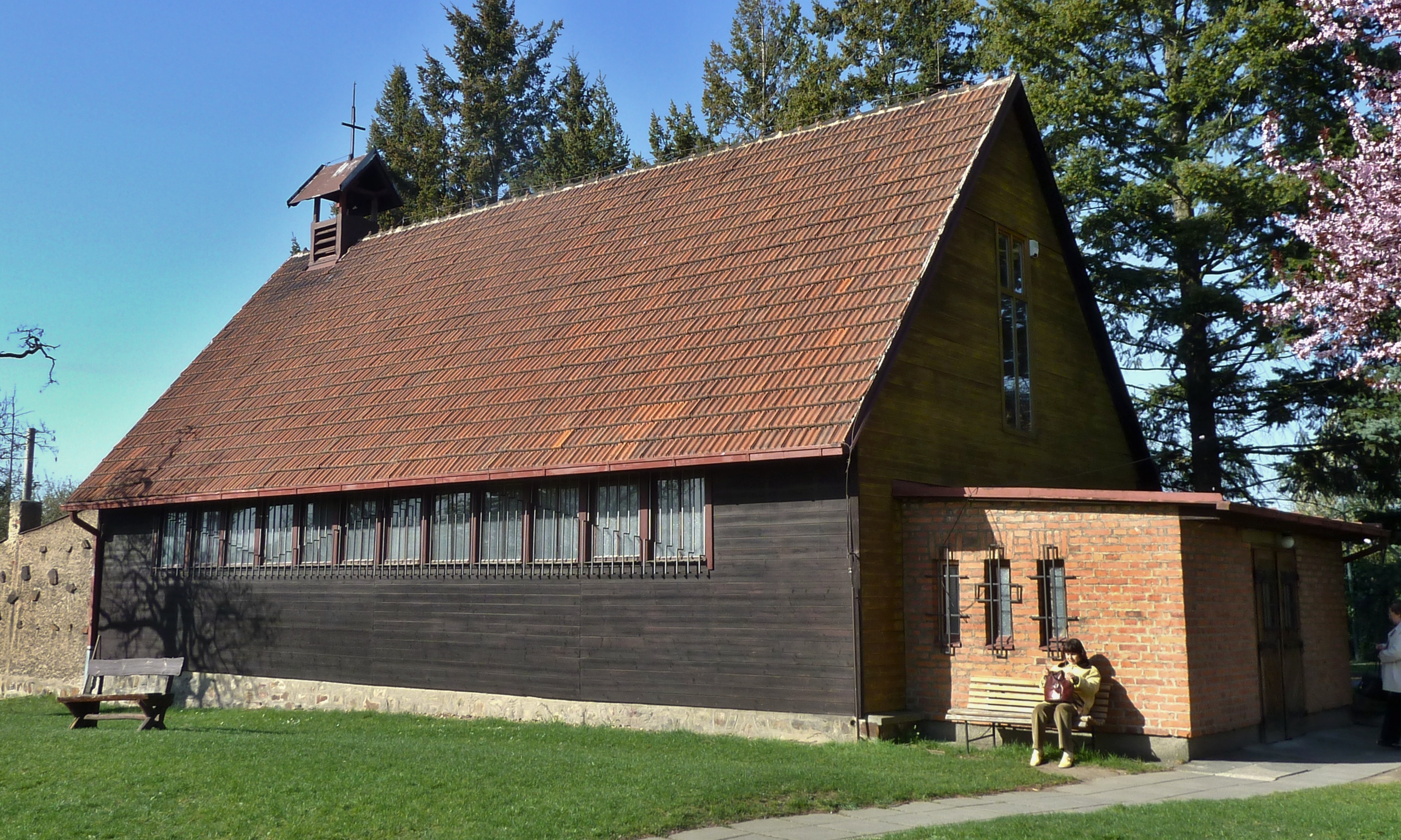
kostel svatého Františka z Assisi v Praze-Krči
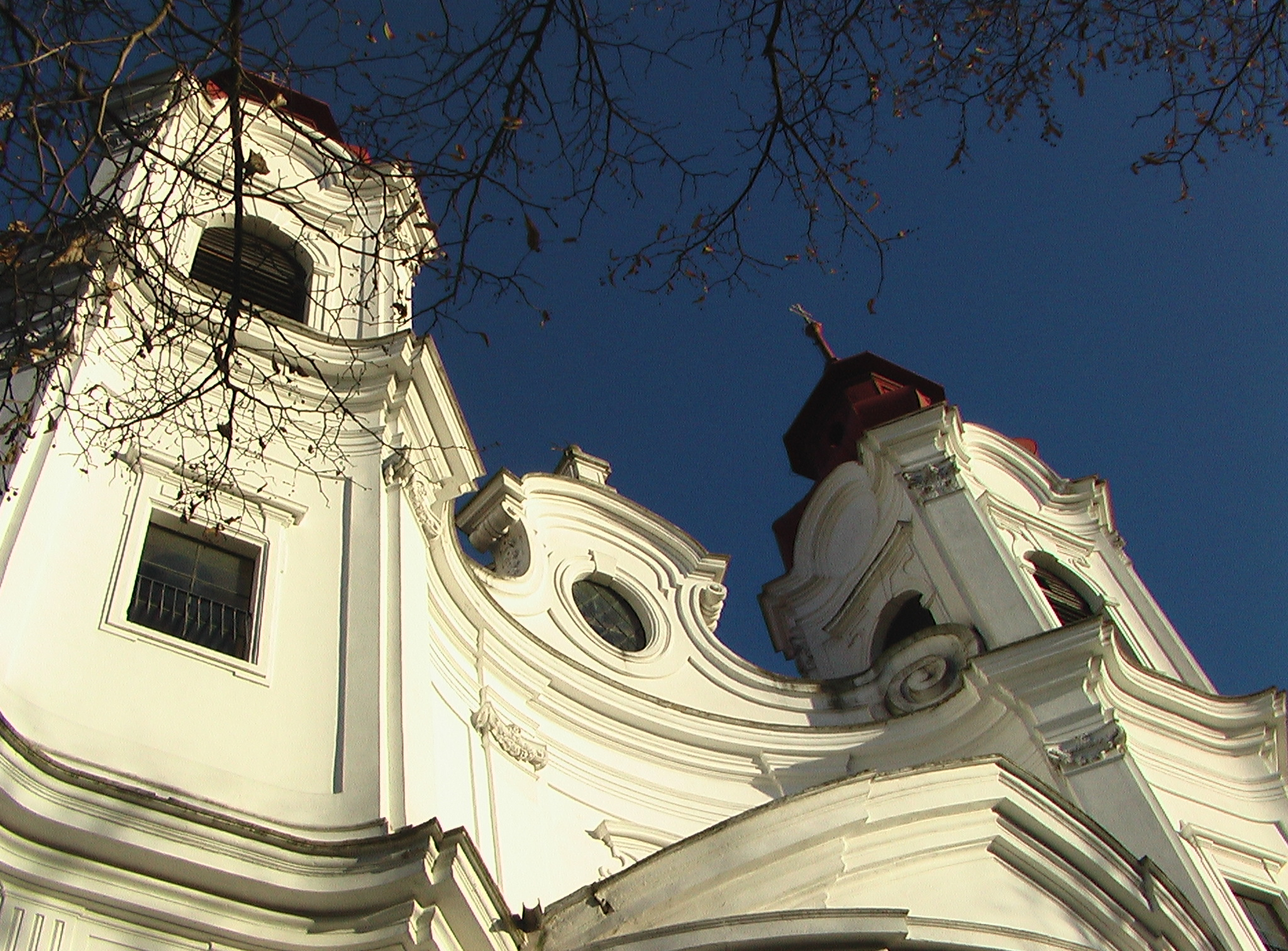
kostel Navštívení Panny Marie v Lechovicích (rekonstrukce)
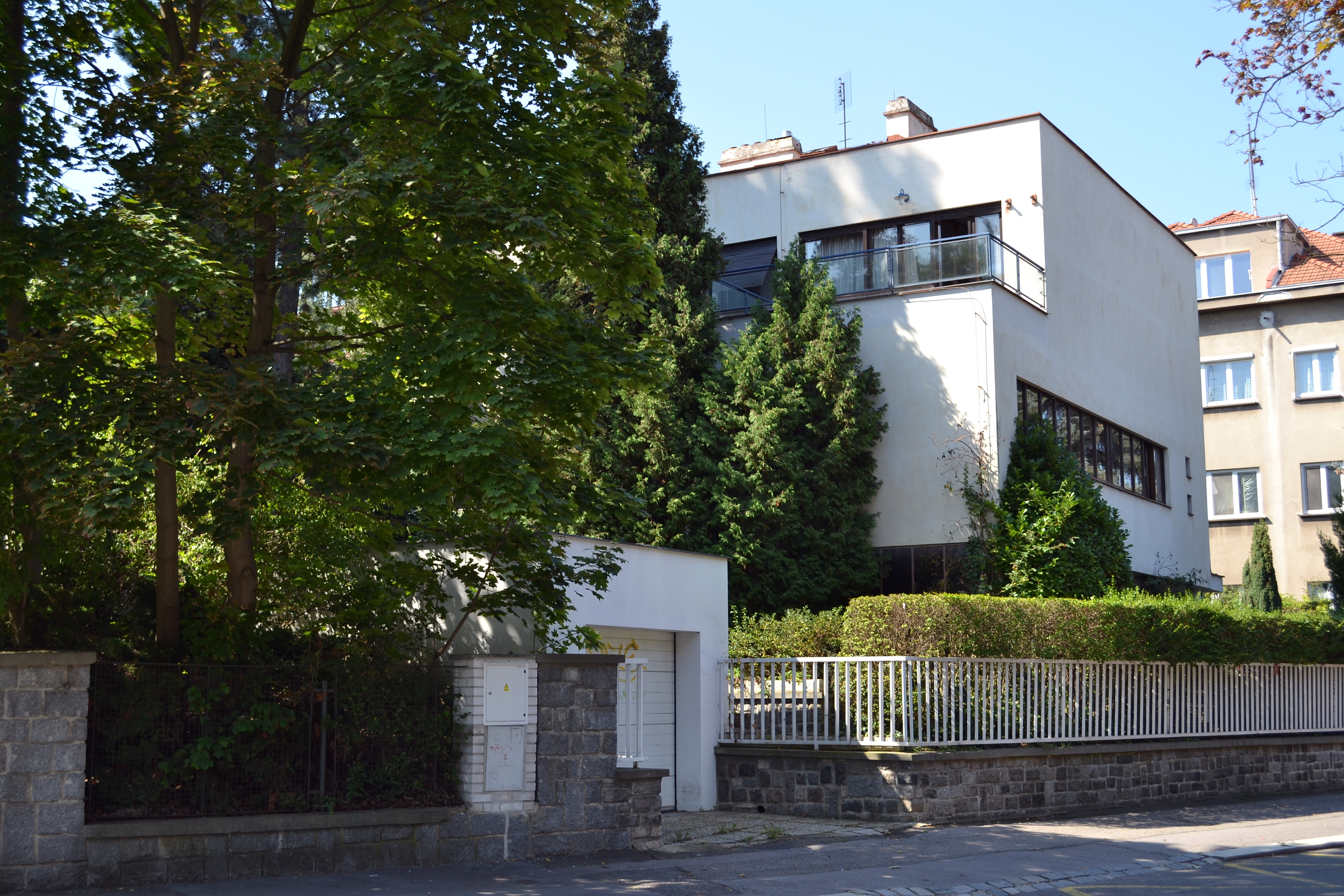
vila, Velvarská čp. 1951/3 v Praze-Dejvicích
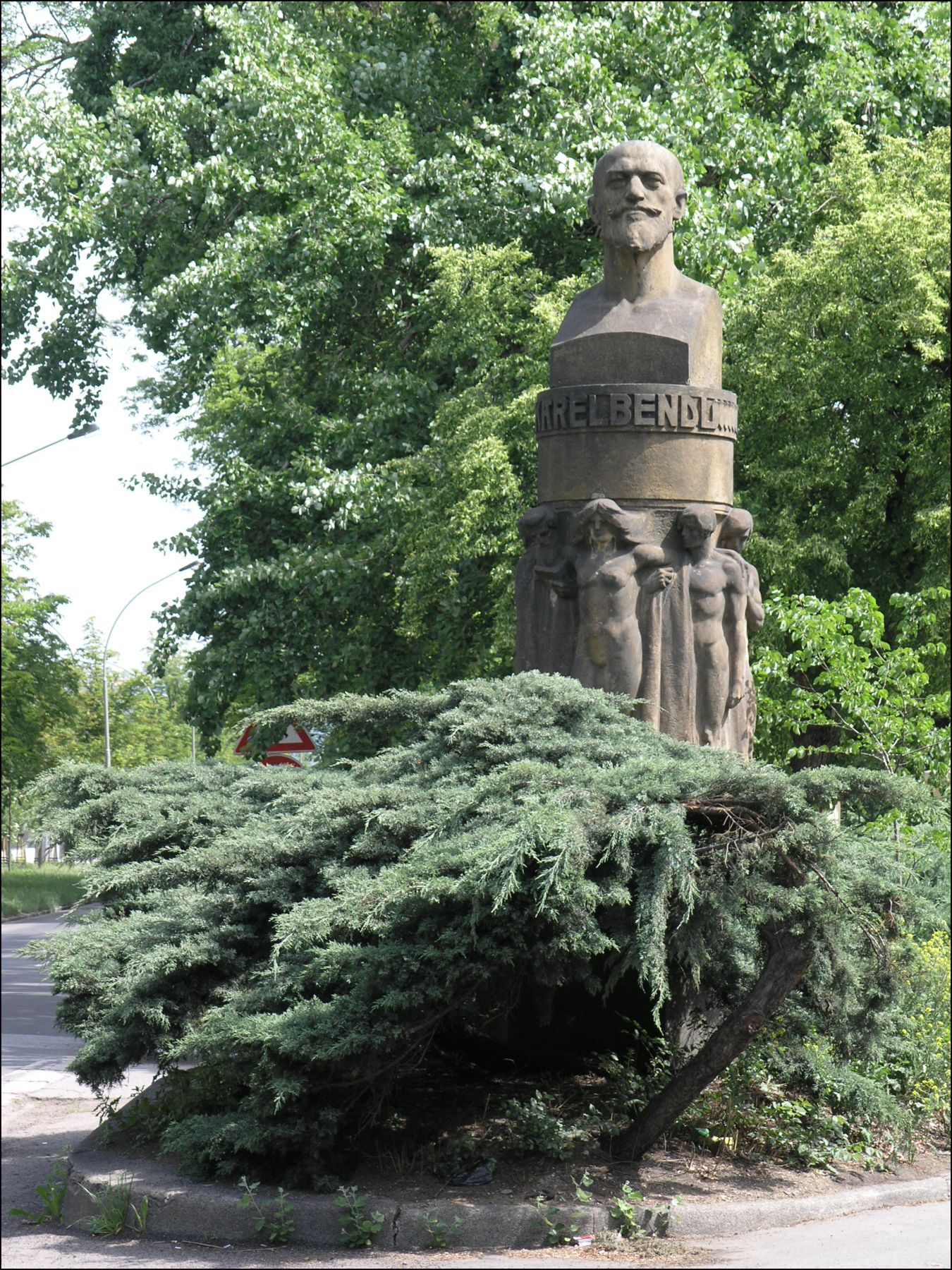
Pomník skladatele Karla Bendla v Praze-Bubenči (architektonické řešení)